# Sanicula rubriflora
Sanicula rubriflora är en flockblommig växtart som beskrevs av Franz Schmidt och Carl Maximowicz. 
Sanicula rubriflora ingår i släktet sårläkor, och familjen flockblommiga växter. Inga underarter finns listade i Catalogue of Life.